# Беккер, Йенс
Йенс Беккер (нем. Jens Bekker; род. 24 мая 1965, Фюрт, Германия)) — немецкий бас-гитарист, композитор и продюсер. Известен своим участием в немецких хэви-метал группах Running Wild и Grave Digger.

## Биография
Впервые начал играть на бас-гитаре в 13 лет.
Первые серьезные шаги в музыке Йенс совершил, став участником немецкой хэви-метал группы Running Wild в мае 1987 года, на то время уже ставшей весьма знаменитой.
В её составе он провел почти 5 лет, приняв участие в записи 3 альбомов группы; именно с ним в качестве бас-гитариста, группа достигла пика своей популярности.
На каждом из этих альбомов есть минимум 1 песня, написанная Йенсом.
В 1994 году, спустя 3 года после ухода из Running Wild, усилиями Йенса и некоторых других бывших участников, была создана группа X-Wild, в которой Йенс выступил как басист и продюсер всех трёх альбомов группы.
Начиная с 1998 года и по сей день, Йенс является постоянным бас-гитаристом и композитором немецкой хэви-метал группы Grave Digger.
Кроме того, Йенс играет в кавер-группе AC/DC.
Любимые группы Йенса: AC/DC, Saxon, Black Sabbath, Iron Maiden.

## Личная жизнь
Женат, имеет двоих детей от предыдущих браков. Хобби — история и велопробежки.

## Дискография

### Running Wild
- Ready for Boarding (1988)
- Port Royal (1988)
- Death or Glory (1989)
- Wild Animal (EP (1990)
- Little Big Horne (Сингл) (1991)
- Blazon Stone (1991)

### X-Wild
- So What! (альбом) (1994)
- Monster Effect (1995)
- Savageland (1996)

### Grave Digger
- Knights of the Cross (альбом) (1998)
- Excalibur (альбом) (1999)
- The Grave Digger (2001)
- Rheingold (2003)
- The Last Supper (2005)
- Liberty or Death (2007)
- Ballads of a Hangman (2009)
- The Clans Will Rise Again (2010)
- Clash of the Gods (2012)
- Return of the Reaper (2014)

### Zillion
- Zillion (2004)

### Starchild
- Starchild (2014)